# الغزو الياباني للهند الصينية الفرنسية
الغزو اليابانى لهند الصينية الفرنسية (بالإنجليزية: Japanese invasion of French Indochina)‏ هي حرب نشبت في 22 سبتمبر 1940 اثناء الحرب العالمية الثانية وكان الهدف الرئيسي للحرب هو المحافظة على الحصار المفروض على الصين خلال الحرب الصينية اليابانية الثانية.
كان الهدف الرئيسي لليابانيين هو منع الصين من استيراد الأسلحة والوقود عبر الهند الصينية الفرنسية على امتداد سكة حديد كونمينغ-ها فونج، من ميناء ها فونج الهندي الصيني، عبر العاصمة هانوي إلى مدينة كونمينغ الصينية في إقليم يونان.
على الرغم من التوصل إلى اتفاق بين الحكومتين الفرنسية واليابانية قبل اندلاع القتال، لم تتمكن السلطات من احتواء الأحداث على أرض الواقع لعدة أيام لحين تراجع القوات. وفقًا للاتفاقية السابقة، سُمح لليابان باحتلال تونكين في شمال الهند الصينية وبالتالي تطبيق الحصار على الصين فعليًا.

## الخلفية
في أوائل عام 1940، تحركت قوات جيش اليابان الإمبراطوري (IJA) للاستيلاء على جنوب قوانغشي ومقاطعة لونغتشو، حيث يصل الفرع الشرقي لسكة حديد كونمينغ -ها فونج إلى الحدود عند معبر الصداقة في بينغشيانغ. حاولوا أيضا التحرك غربًا لقطع خط السكك الحديدية الواصلة إلى كونمينغ. كان خط السكك الحديدية من الهند الصينية آخر رابط بري آمن للحكومة الصينية مع العالم الخارجي.
غزت ألمانيا فرنسا في مايو 1940. وقعت فرنسا هدنة مع ألمانيا (سارية المفعول من 25 يونيو) في 22 يونيو. صوت البرلمان الفرنسي لصالح إعطاء الصلاحيات الكاملة للمارشال فيليب بيتان في 10 يوليو، وألغى الجمهورية الثالثة فعليًا. على الرغم من خضوع الكثير من ميتروبوليتان فرنسا للاحتلال الألماني، ظلّت المستعمرات الفرنسية في فيشي تحت إشراف حكومة بيتان. ظهرت التوجهات المعارضة لبيتان والهدنة حتى قبل التوقيع عليها، مع خطاب تشارلز ديغول في 18 يونيو. نتيجة لذلك، شُكلت على أرض الواقع حكومة في المنفى معارضة لبيتان، تسمّى فرنسا الحرة، في لندن.

## المفاوضات بين فرانكو واليابانيين
استفادت اليابان من هزيمة فرنسا واقتراب تحقيق الهدنة لتقدّم إلى الحاكم العام للهند الصينية، جورج كاترو، في 19 يونيو، طلبًا كان في الواقع إنذارًا نهائيًا، تطالب فيه بإغلاق جميع طرق الإمداد إلى الصين وقبول فريق تفتيش ياباني مكون من 40 رجلًا بقيادة الجنرال إيساكو نيشيهارا. أدرك الأمريكيون الطبيعة الحقيقية «للطلب» الياباني من خلال عمليات الاعتراض المخابراتية، نتيجة إبلاغ اليابانيين حلفاءهم الألمان بنواياهم. ردّ كاترو في البداية بتحذير اليابانيين باعتبار أيّ «تدابير أخرى» غير محددة انتهاكًا للسيادة. أعرب كاترو عن تردده في الرضوخ لليابانيين، لكن مع إفادة استخباراته بانتقال الجيش الياباني والوحدات البحرية إلى مواقع مُهدِّدَة، لم تكن الحكومة الفرنسية مستعدة للدفاع المطول عن المستعمرة. نتيجةً لذلك، امتثل كاترو للإنذار الياباني في 20 يونيو. عبر آخر قطار محمّل بالذخائر الحدود متجهًا إلى كونمينغ بحلول نهاية يونيو. استُبدل كاترو على الفور بعد هذا الإهانة، وحل مكانه الأدميرال جان ديكو بمنصب الحاكم العام. لم يعد كاترو إلى فرنسا، ولكن ذهب إلى لندن.
أصدر اليابانيون في 22 يونيو، بينما كان كاترو في منصبه، مطلبًا ثانيًا: حقوق إقامة القواعد البحرية في غوانجوان والإغلاق الكامل للحدود الصينية بحلول 7 يوليو. وصل إيساكو نيشيهارا، الذي عُيّن قائدًا «لفريق التفتيش» ذي الأهداف المجهولة، حتى بالنسبة لليابانيين، إلى هانوي في 29 يونيو. أصدر نيشهارا في 3 يوليو مطلبًا ثالثًا: إقامة القواعد الجويّة والحق في نقل القوات الحربية عبر الهند الصينية. أحيلت هذه المطالب الجديدة إلى الحكومة في فرنسا.
حثّ الحاكم الجديد، ديكو، الذي وصل إلى الهند الصينية في يوليو، الحكومة على رفض المطالب. على الرغم من اعتقاده بعدم قدرة الهند الصينية على الدفاع عن نفسها ضد الغزو الياباني، إلا أنه آمن بقدرة الهند الصينية على اقناع اليابان بالعدول عن الغزو. في فيشي، نصح الجنرال يوليس أنطونيو بورير، رئيس هيئة الأركان العامة الاستعمارية، بالمقاومة. تم التعاقد بالفعل مع الولايات المتحدة المحايدة لتوفير الطائرات، مع وجود 4000 من الكتائب السنغالية في جيبوتي يمكن شحنها إلى الهند الصينية في حالة الحاجة إليها. امتلك ديكو تحت قيادته 32000 من الجنود النظاميين في الهند الصينية، بالإضافة إلى 17000 آخرين من فرق الإمدادات العسكرية، مع العلم بأنهم افتقروا جميعًا للتجهيزات الكافية.
في 30 أغسطس 1940، وافق وزير الخارجية الياباني، يوسوكه ماتسوكا، على مشروع اقتراح مقدم من نظيره الفرنسي، بول باودوين، يسمح للقوات اليابانية بالتمركز في الهند الصينية وأن تعبرها خلال فترة الحرب الصينية اليابانية فقط. ثم «أصدرت الحكومتان تعليمات إلى ممثليهما العسكريين في الهند الصينية لوضع التفاصيل، رغم أنه قد كان من الأفضل أن يتقيدوا بقنوات طوكيو-فيشي لفترة أطول قليلُا». بدأت المفاوضات بين القائد الأعلى للقوات الهندية الصينية، موريس مارتن، والجنرال نيشيهارا في هانوي في 3 سبتمبر.
طلبت الحكومة في فرنسا خلال المفاوضات من الحكومة الألمانية التدخل للتخفيف من مطالب حلفائها، لكن لم يفعل الألمان شيئًا. بحث ديكو ومارتن، من تلقاء نفسهما، عن المساعدة من القناصل الأمريكيين والبريطانيين في هانوي، وتشاوروا مع الحكومة الصينية بشأن الدفاع المشترك ضد هجوم ياباني على الهند الصينية.
في 6 سبتمبر، انتهكت كتيبة المشاة التابعة للجيش الياباني الثاني والعشرين المتمركزة في نانينغ، الحدود الهندية الصينية بالقرب من الحصن الفرنسي في دونغ دانغ. كان الجيش الثاني والعشرون جزءًا من جيش منطقة جنوب الصين الياباني، الذي حاول ضباطه، متذكرين حادثة موكدين في عام 1931، إجبار رؤسائهم على تبني سياسة أكثر عدوانية. أوقف ديكو المفاوضات في أعقاب حادثة دونغ دانغ. في 18 سبتمبر، أرسل له نيشيهارا إنذارًا نهائيًّا، محذرًّا فيه من دخول القوات اليابانية إلى الهند الصينية بغض النظر عن أي اتفاق فرنسي في الساعة 22:00 (بالتوقيت المحلي) في 22 سبتمبر. هذا ما دفع ديكو إلى المطالبة بخفض عدد القوات اليابانية التي ستتمركز في الهند الصينية. طلبت هيئة الأركان العامة للجيش الياباني، بدعم من جيش منطقة جنوب الصين الياباني، إرسال 25000 جندي في الهند الصينية. خفّض نيشيهارا، بدعم من المقر العام الإمبراطوري، هذا العدد إلى 6000 في 21 سبتمبر.
قبل سبع ساعات ونصف من انتهاء مهلة الإنذار الياباني في 22 سبتمبر، وقّع مارتن ونيشيهارا اتفاقًا يجيز إرسال 6000 جندي ياباني في تونكين شمال النهر الأحمر، واستخدام أربعة مطارات في تونكين، والحق في نقل 25000 جندي عبر تونكين إلى يونان والحق في نقل فرقة واحدة من الجيش الثاني والعشرين عبر تونكين بواسطة هايفونغ لاستخدامها في أي مكان آخر في الصين. وبالفعل في 5 سبتمبر، نظّم الجيش الياباني الجنوبي جيش الهند الصينية الاستطلاعي البرمائي تحت قيادة اللواء تاكوما نيشيمورا، ودُعِم بأسطول من السفن والطائرات، سواء كانت حاملة أو برية. ترقبت قافلة في جزيرة هاينان القوة الاستكشافية بعد توقيع الاتفاقية لإحضارهم إلى تونكين.